# Cammino dei Borghi Silenti
Il Cammino dei Borghi Silenti è un sentiero ad anello nella parte meridionale dei Monti Amerini che si snoda intorno al monte Croce di Serra. Il percorso è di circa 91 km, quasi tutti di strade sterrate, e può essere percorso sia a piedi che in bicicletta. Il percorso è indicato da una segnaletica di colore giallo.

## Percorso
Il cammino creato e inaugurato da Marco Fioroni nel 2020 si sviluppa all'interno di quattro comuni tutti appartenenti alla Provincia di Terni. Il percorso è stato progettato per essere percorso a piedi in quattro tappe ed in senso antiorario partendo da Tenaglie, frazione del Comune di Montecchio. È possibile anche effettuare il cammino in bicicletta (soltanto mountain bike), in quel caso le tappe sono due.
È prevista una credenziale che può essere timbrata lungo il percorso.

## I Borghi Silenti
- Tenaglie
- Guardea
- Cocciano
- Santa Restituta
- Toscolano
- Melezzole
- Morruzze
- Morre
- Collelungo
- Acqualoreto
- Scoppieto
- Civitella del Lago
- Cerreto
- Baschi
- Montecchio

## Tappe a piedi
1. Tenaglie – Melezzole km 23,4 Il percorso attraversa Guardea, il piccolo borgo di Santa Restituita, la Tenuta dei Ciclamini (sede del CET - Centro Europero di Toscolano [3] di Mogol), e il borgo di Toscolano
2. Melezzole – Morre/Collelungo km 17,2 - 18 Il percorso arriva in cima alle creste dei Monti Amerini e attraversa gli abitati di Moruzze e di Morre
3. Morre – Civitella del lago km 15,3 Il percorso passa per l'Eremo della Pasquarella e i piccoli borghi di Acqualoreto, Scoppieto e Civitella del Lago
4. Civitella del Lago - Baschi km 13 Il percorso attraversa l'abitato di Cerreto, vigne ed uliveti.
5. Baschi - Tenaglie km 16 Il percorso attraversa la necropoli umbro etrusca del vallone di San Lorenzo ed il borgo di Montecchio, tornando infine a Tenaglie.

## Tappe in bicicletta
1. Tenaglie – Morre / Collelungo / Acqualoreto km 37,0 Il percorso attraversa Toscolano, Melezzole, e Morre. Fino al km 24 è lo stesso percorso della prima tappa a piedi
2. Acqualoreto – Tenaglie km 42,5 Il percorso attraversa Baschi, la Gola del Forello, e costeggia il lago di Corbara fino a Civitella del Lago

## Galleria d'immagini

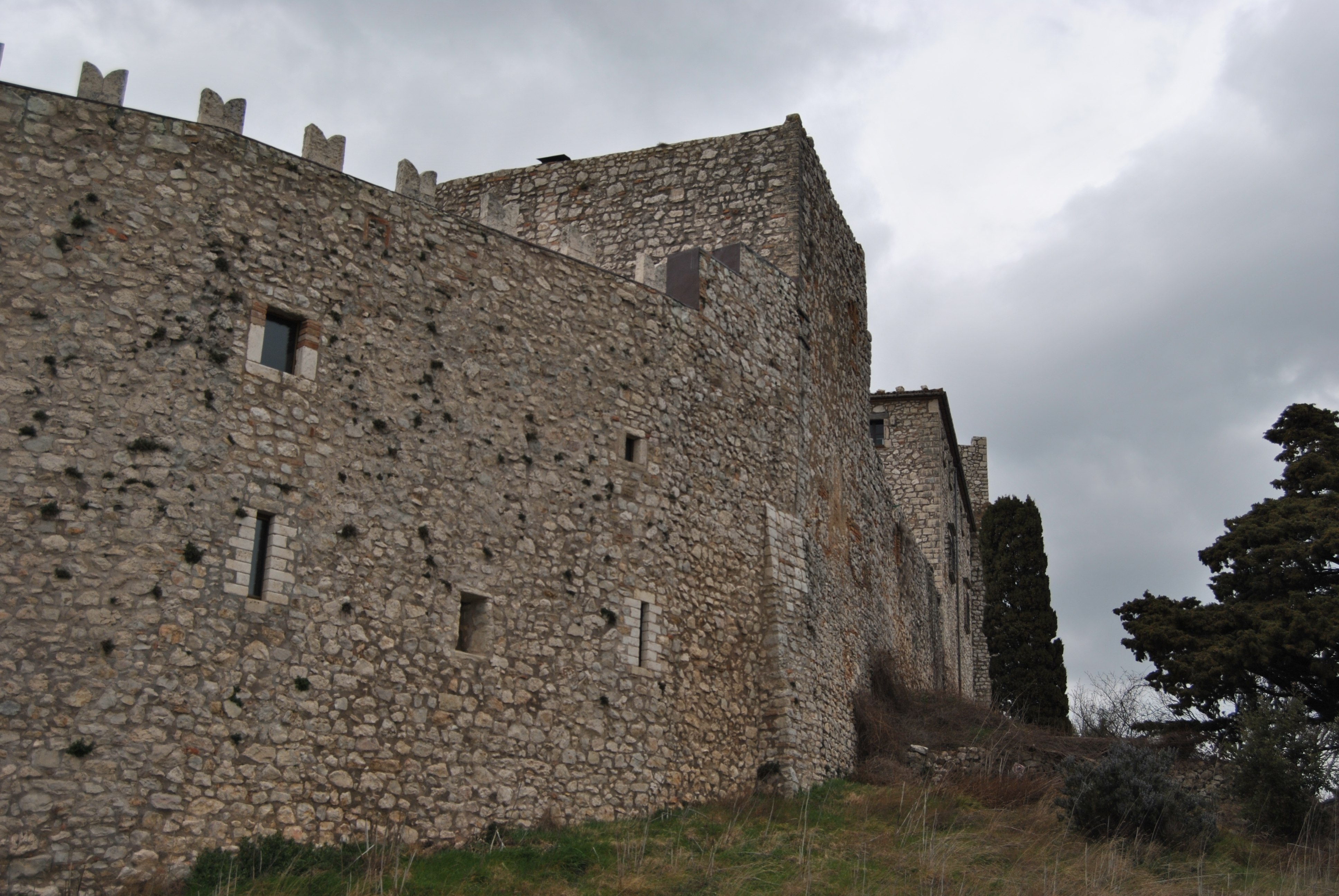
Castello del Poggio nel comune di Guardea
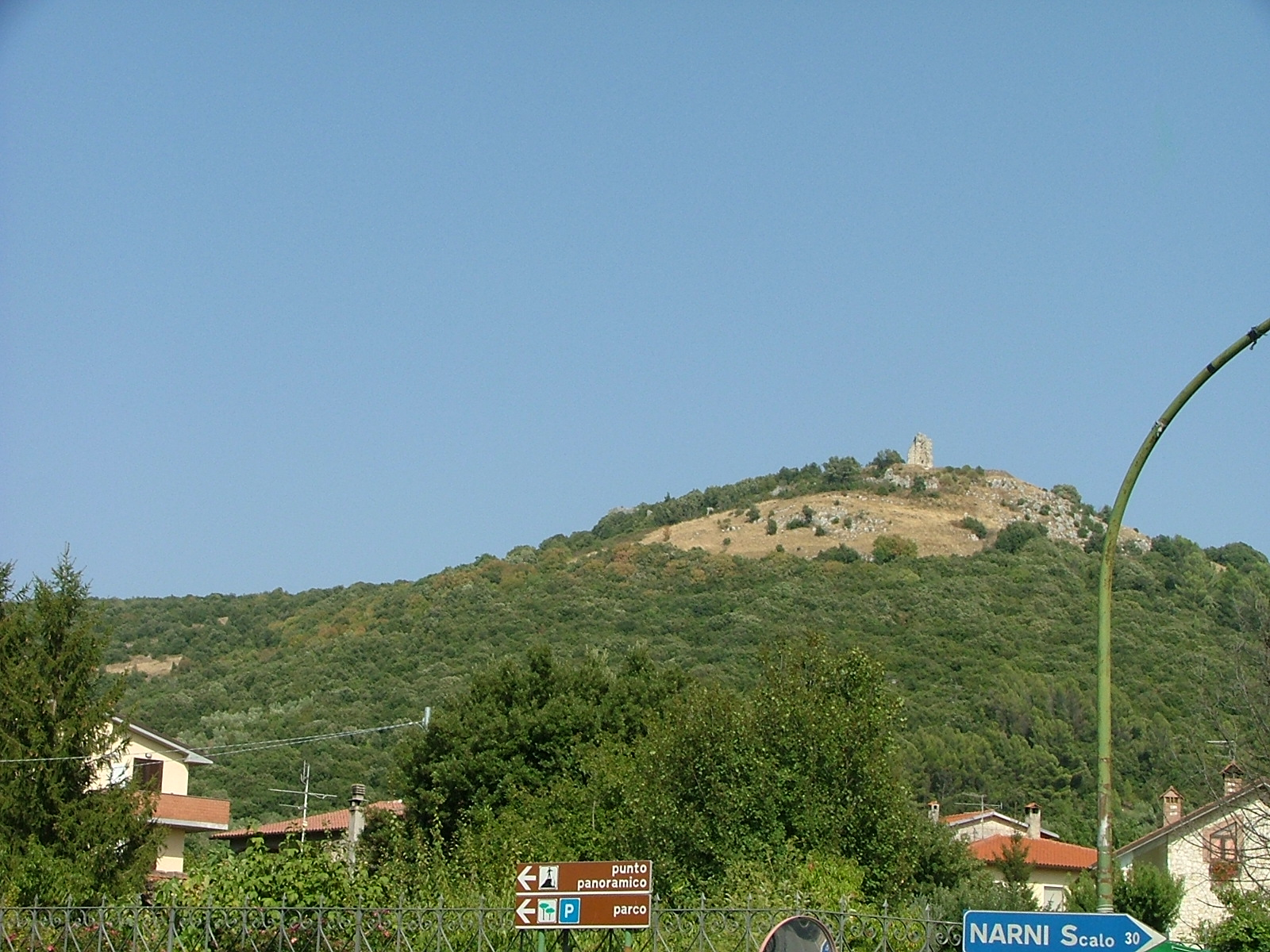
Panorama del vecchio borgo di Guardea
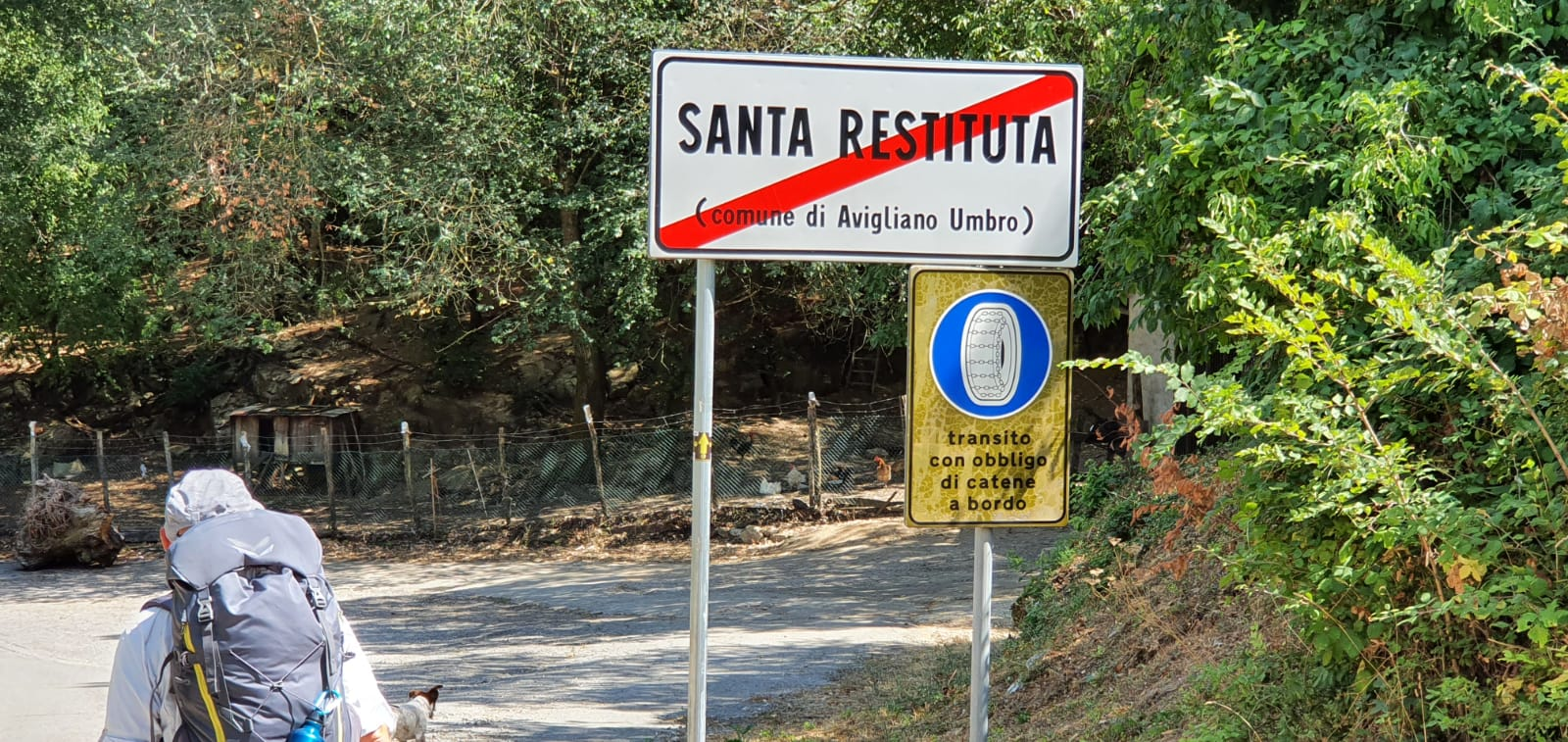
Uscita dal borgo di Santa Restituta
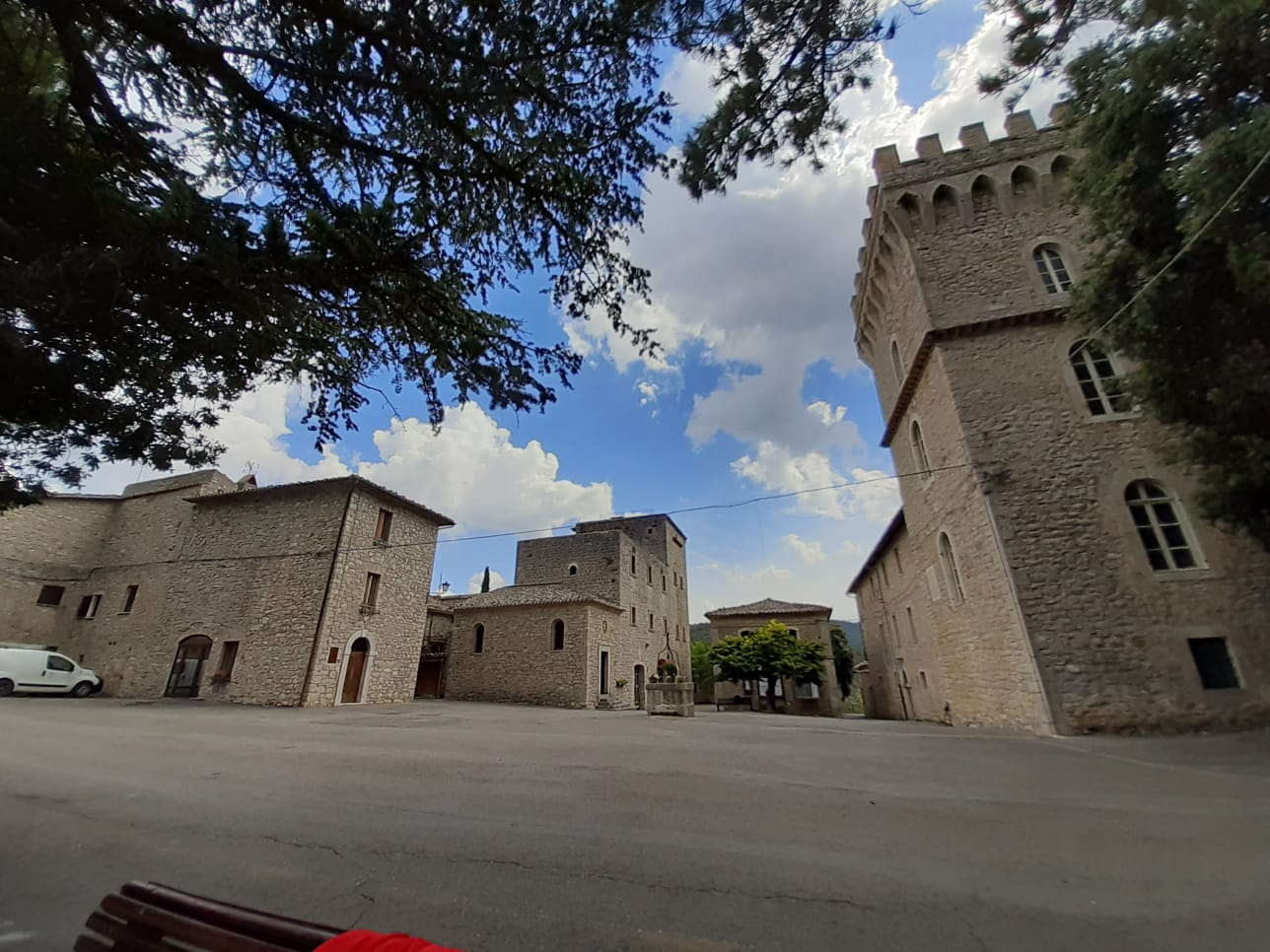
La piazza di Morruzze
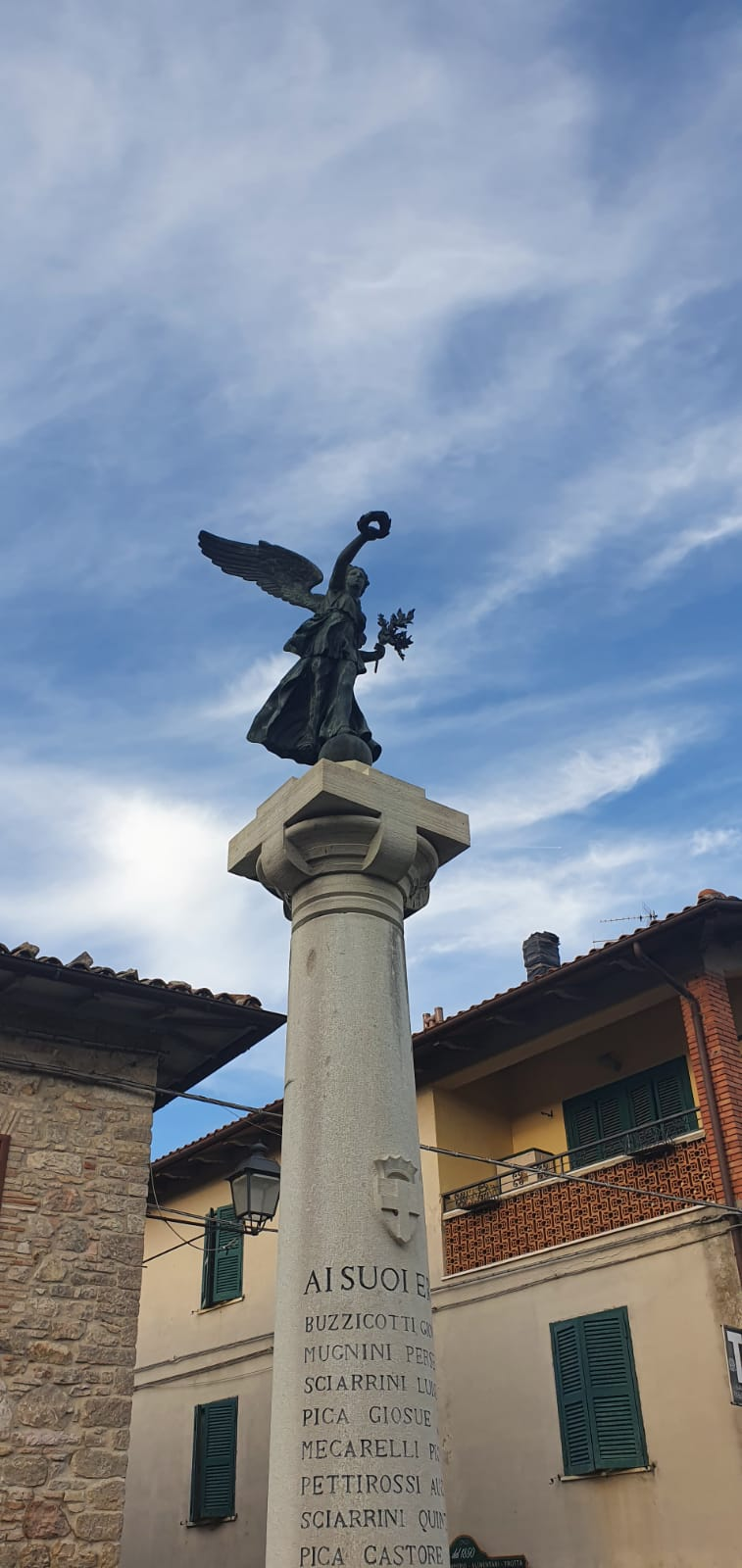
Monumento ai Caduti nella piazza di Morre
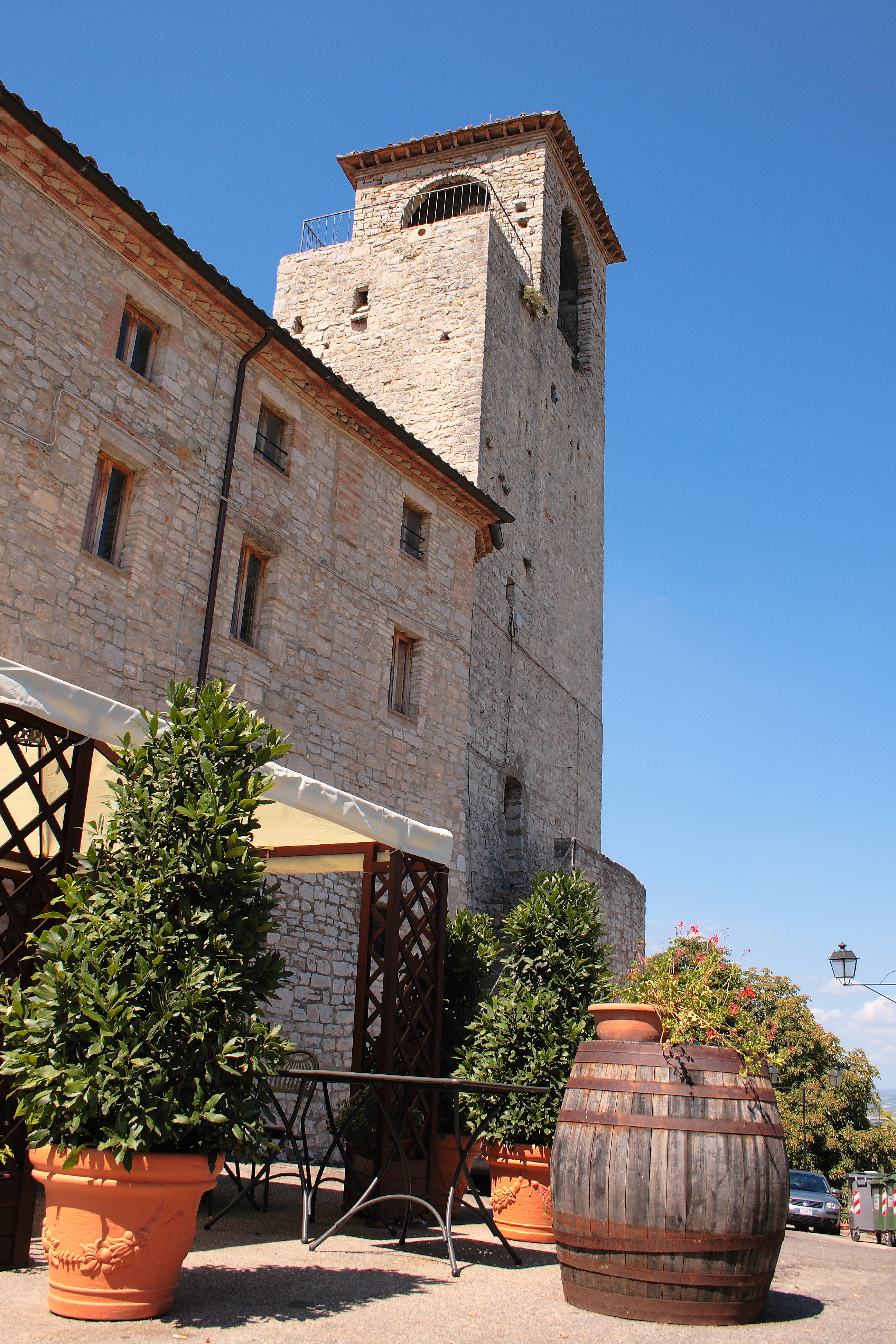
La piazza di Acqualoreto
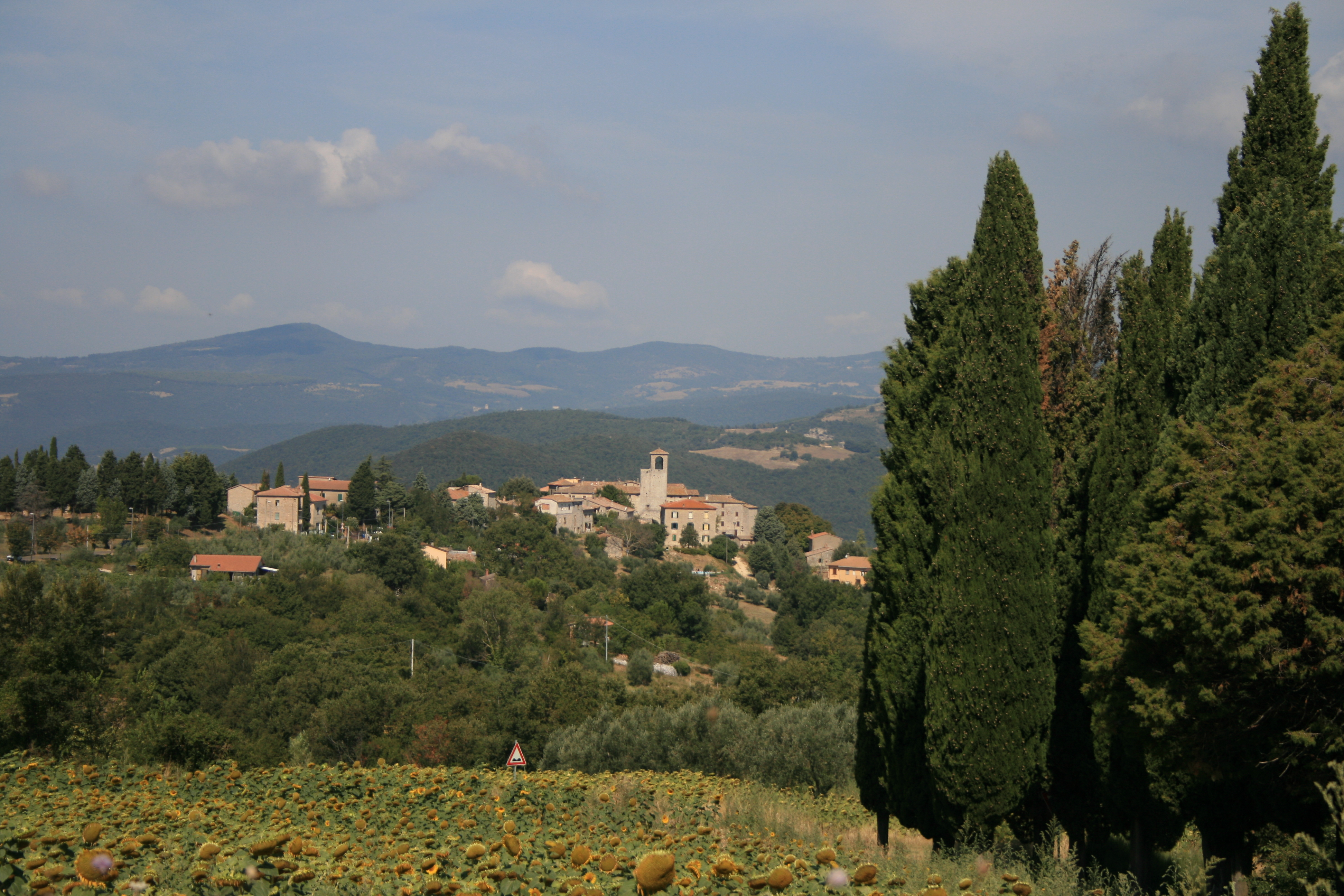
Panorama di Acqualoreto
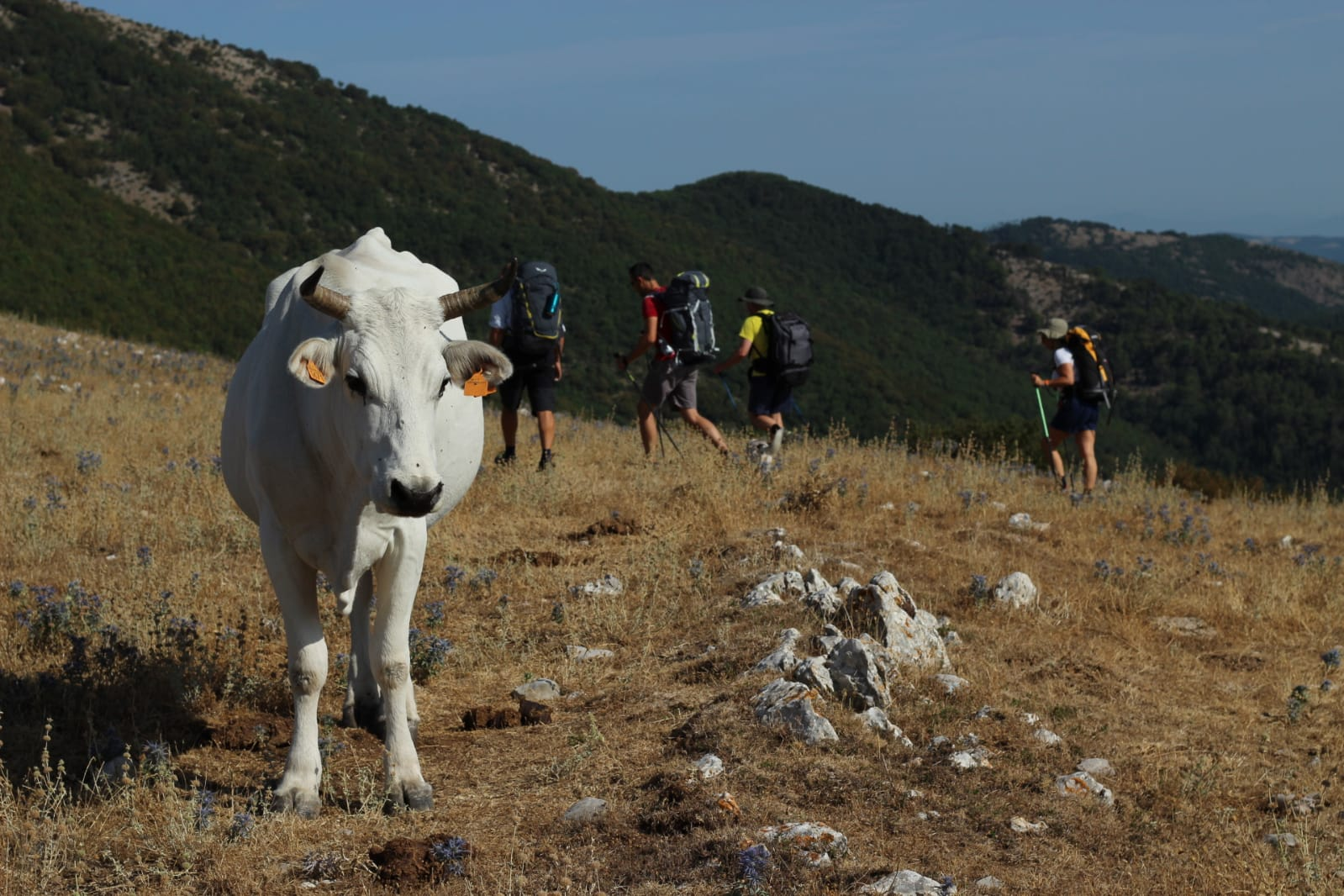
Lungo il crinale del Monte Serra
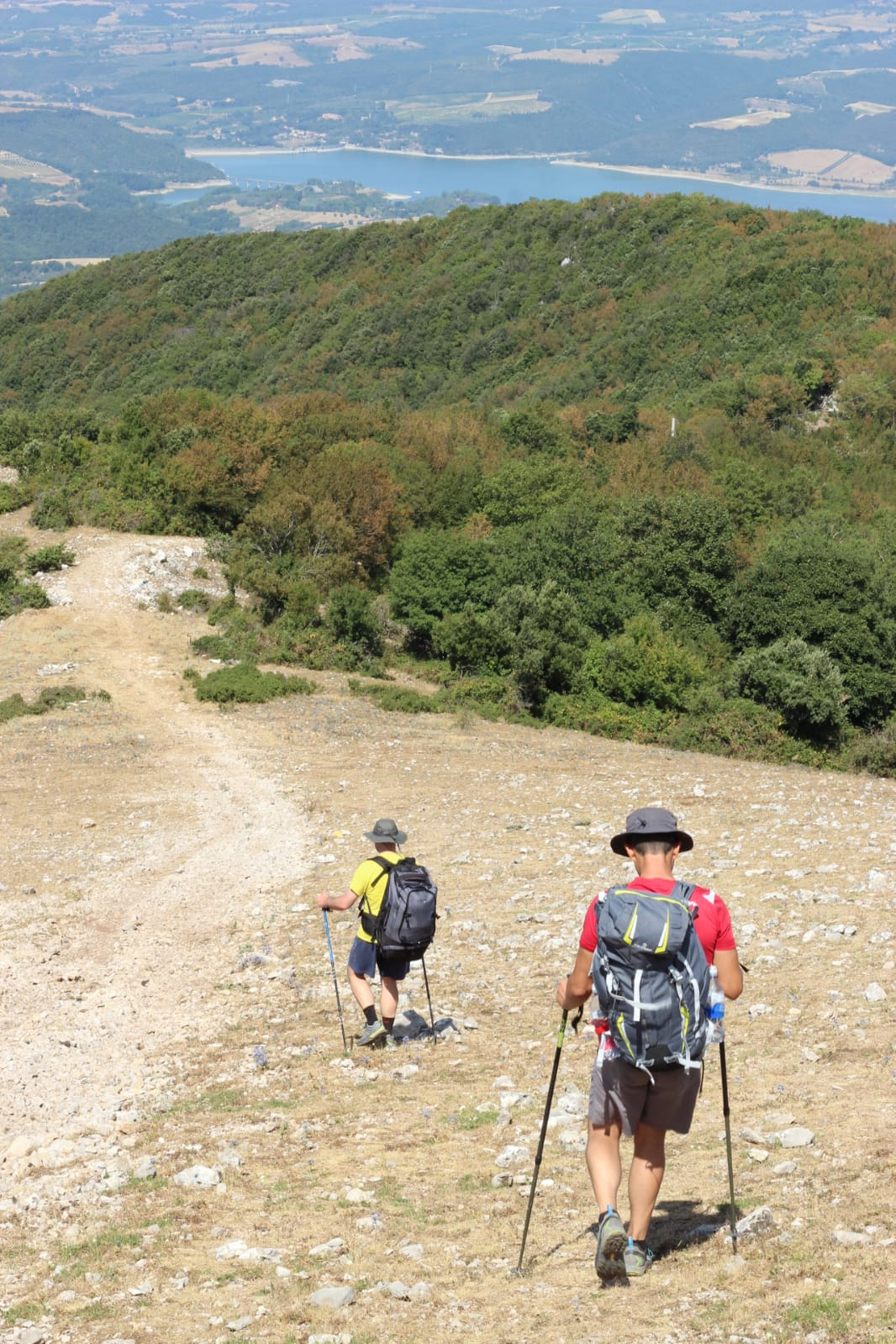
Discesa dal Monte Serra
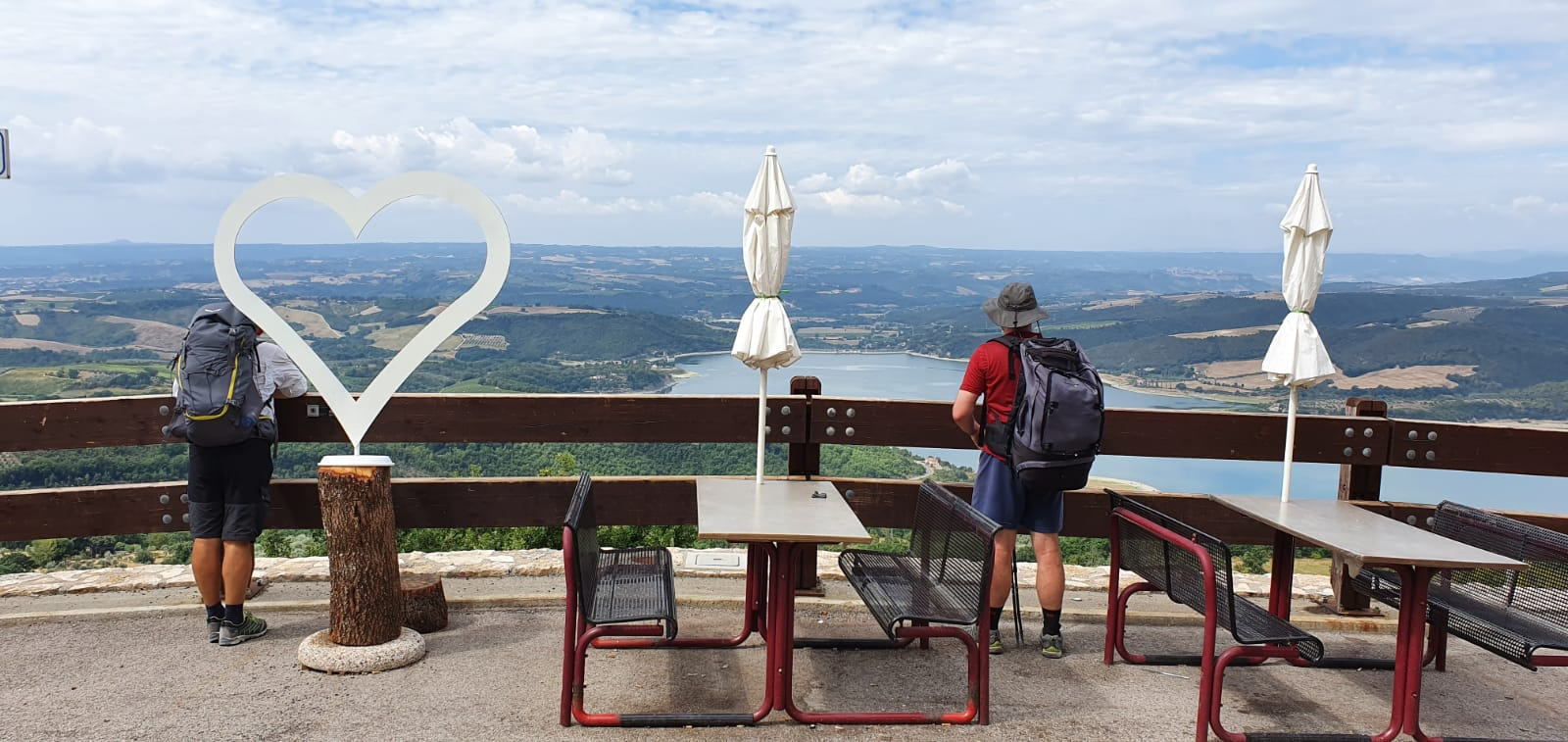
Punto panoramico a Civitella del Lago
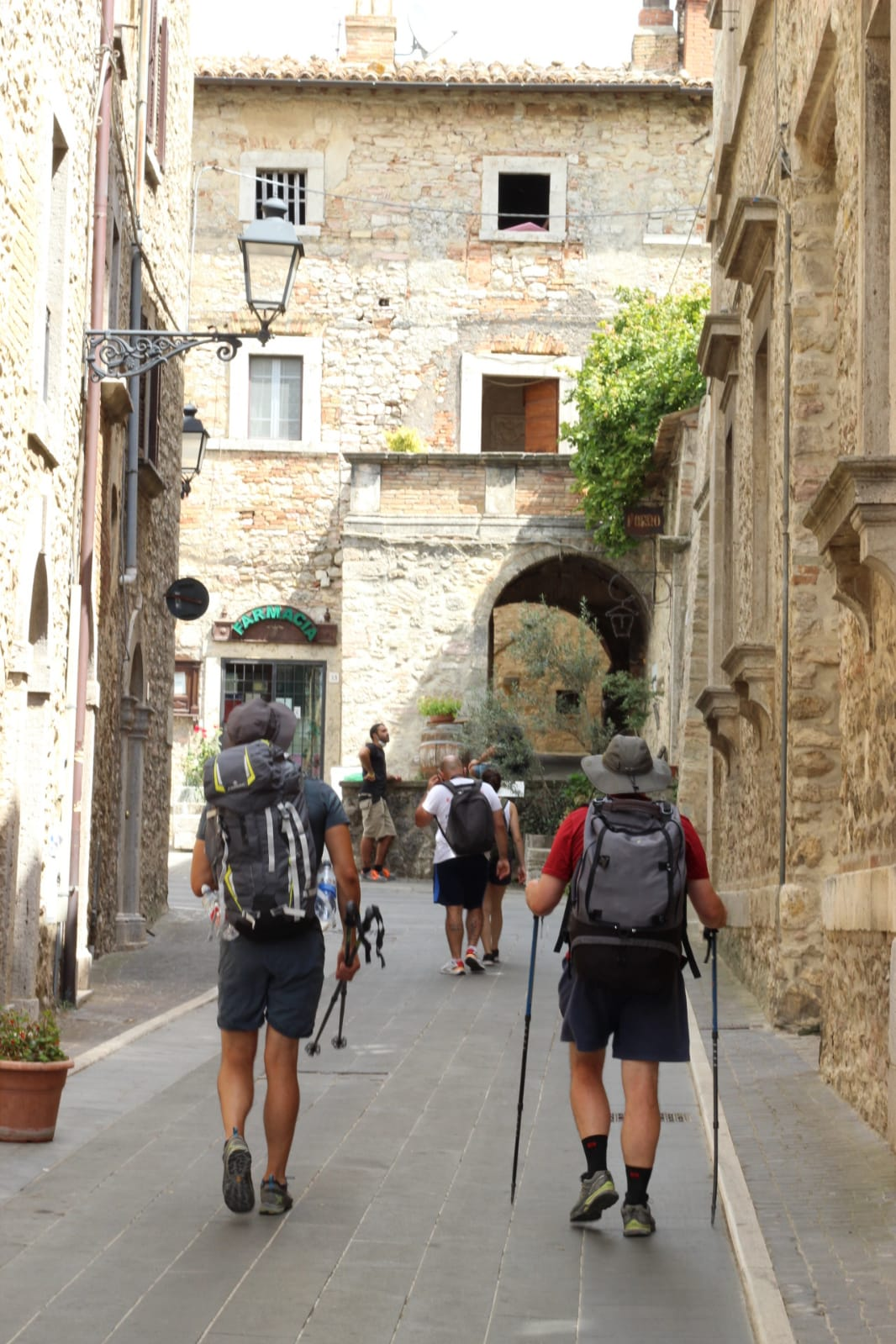
Uscendo da Civitella del Lago
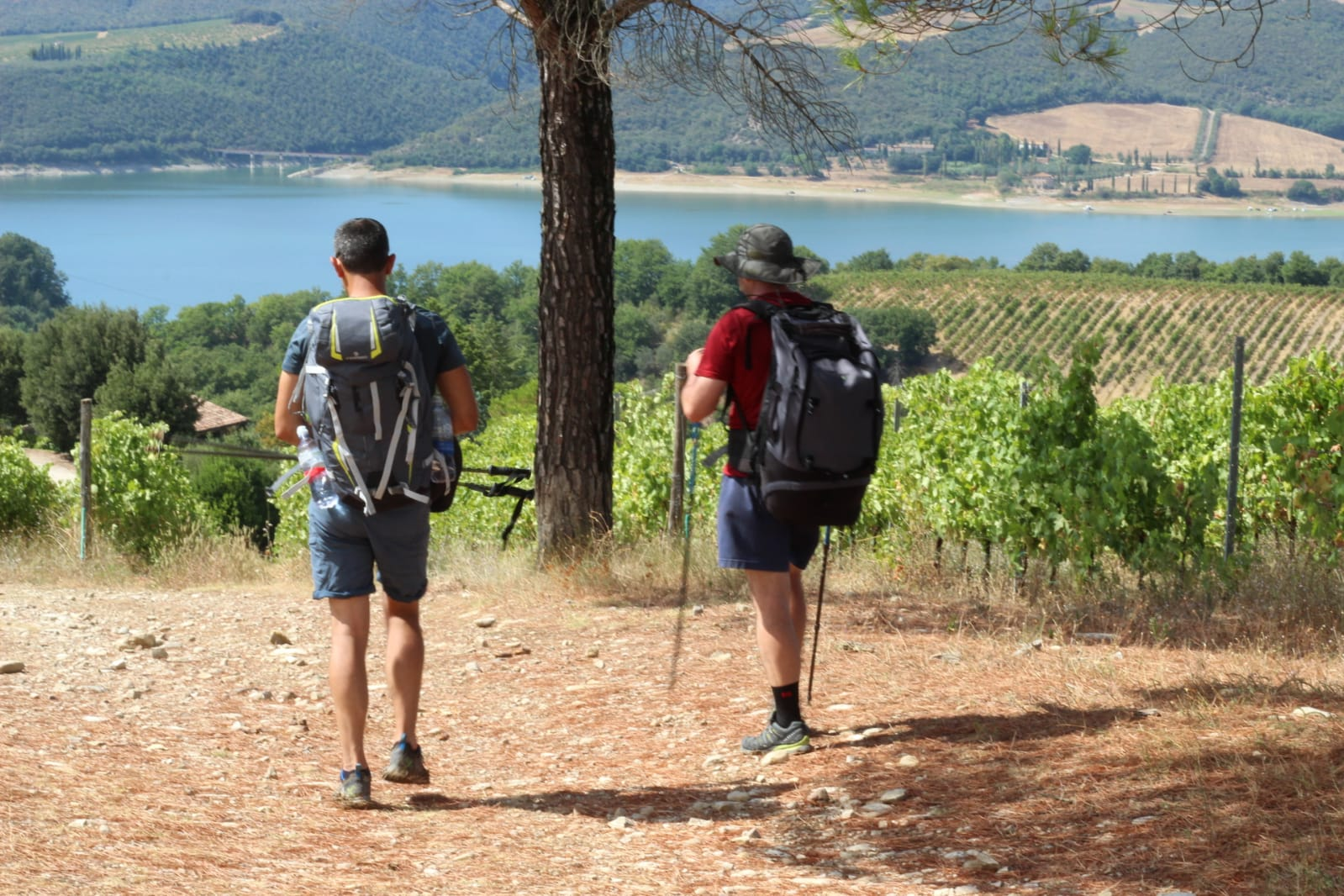
Appena fuori Civitella del Lago
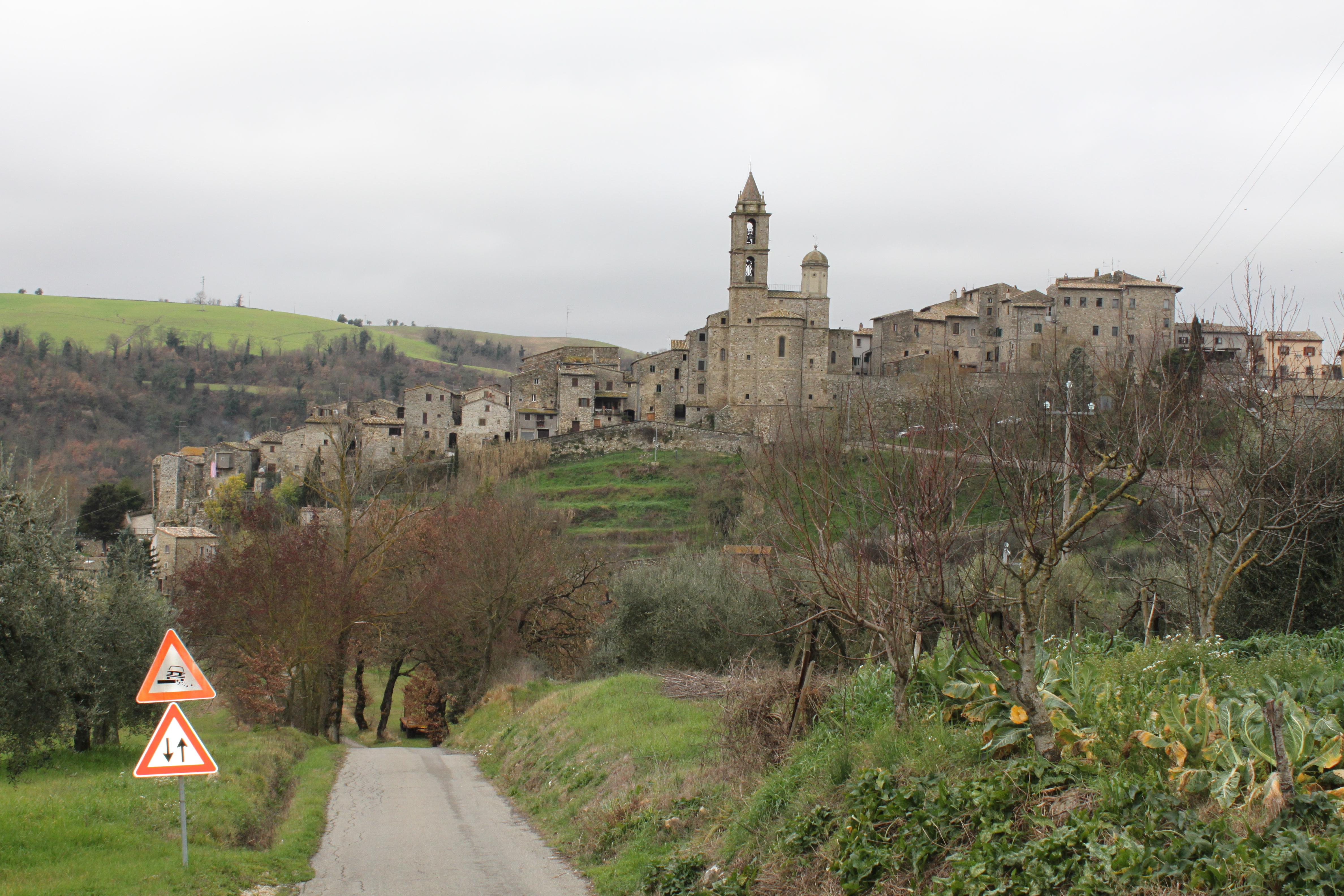
Panorama di Baschi
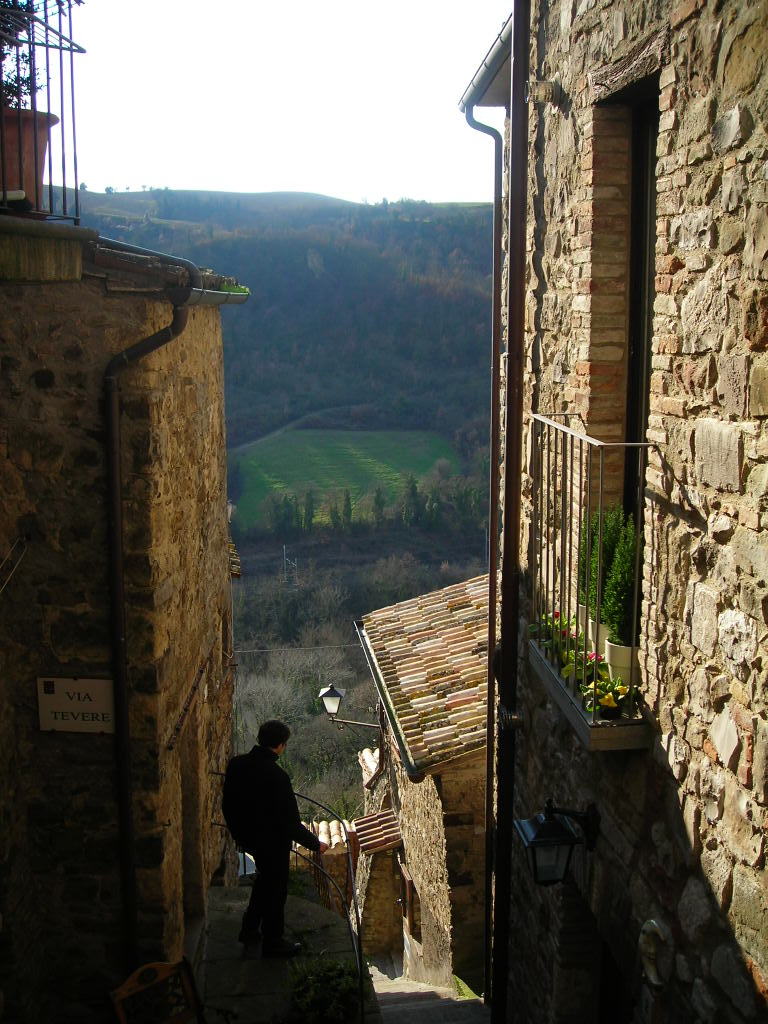
Vista da un vicolo di Baschi
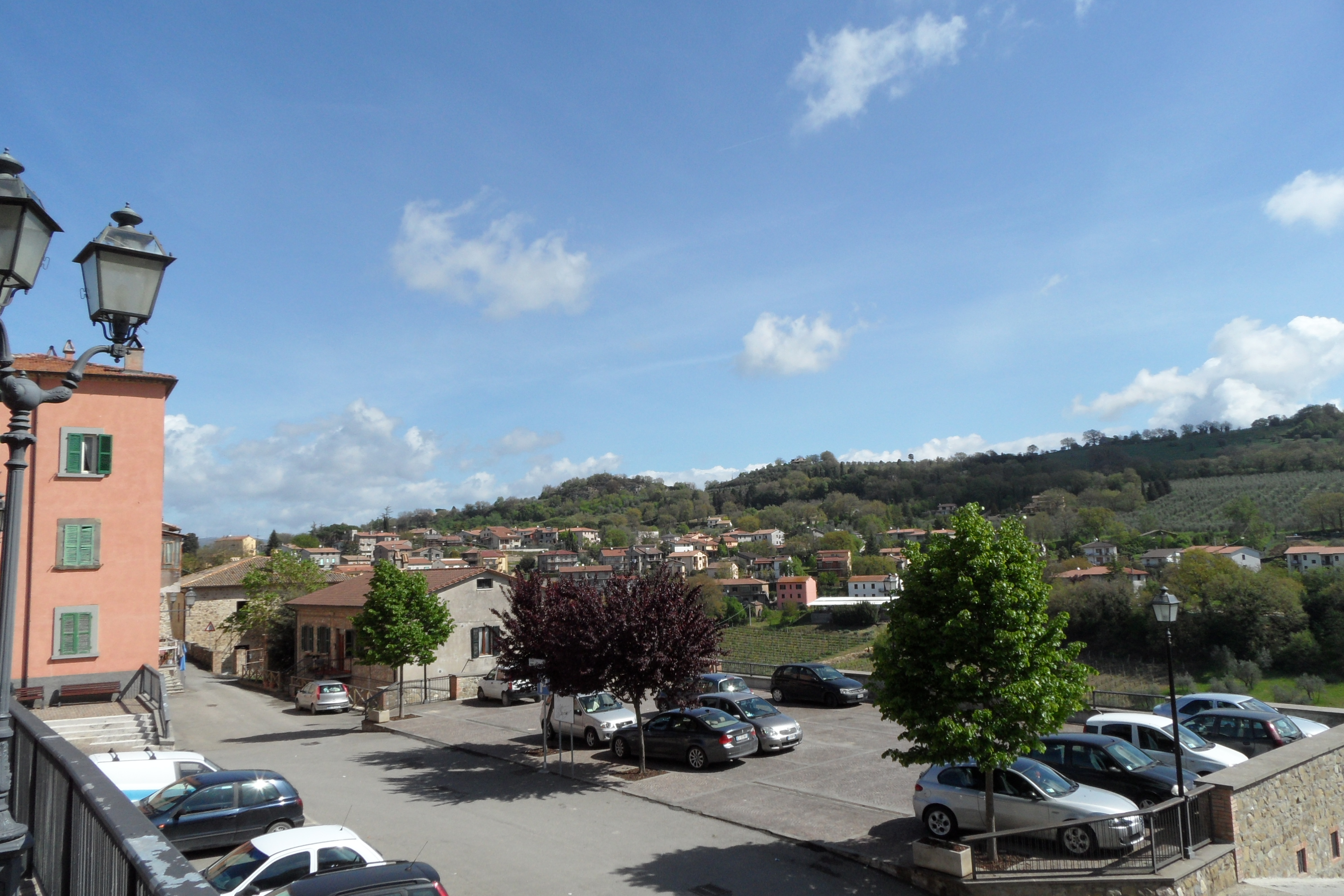
Il comune di Baschi
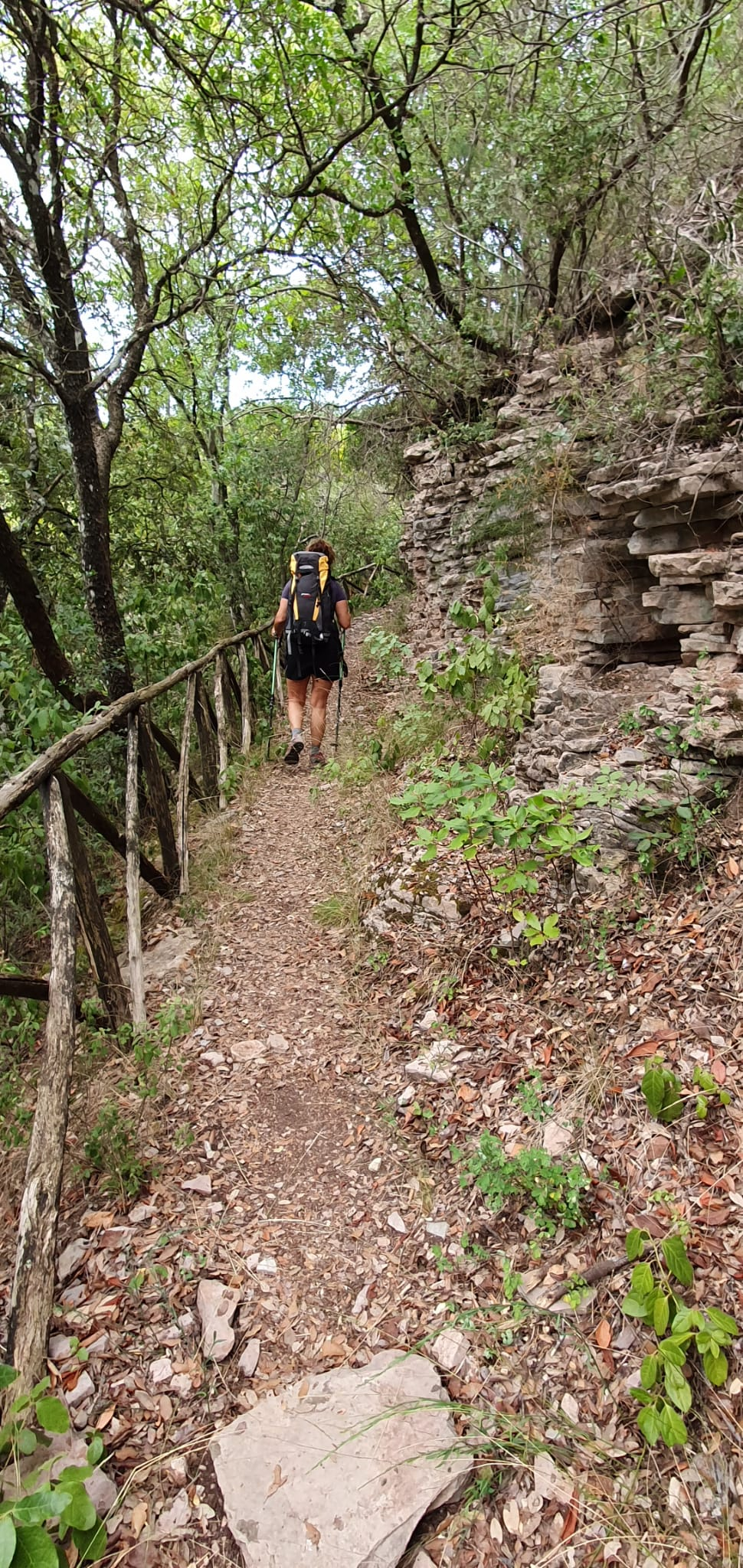
Il sentiero subito dopo l'Eremo della Pasquarella
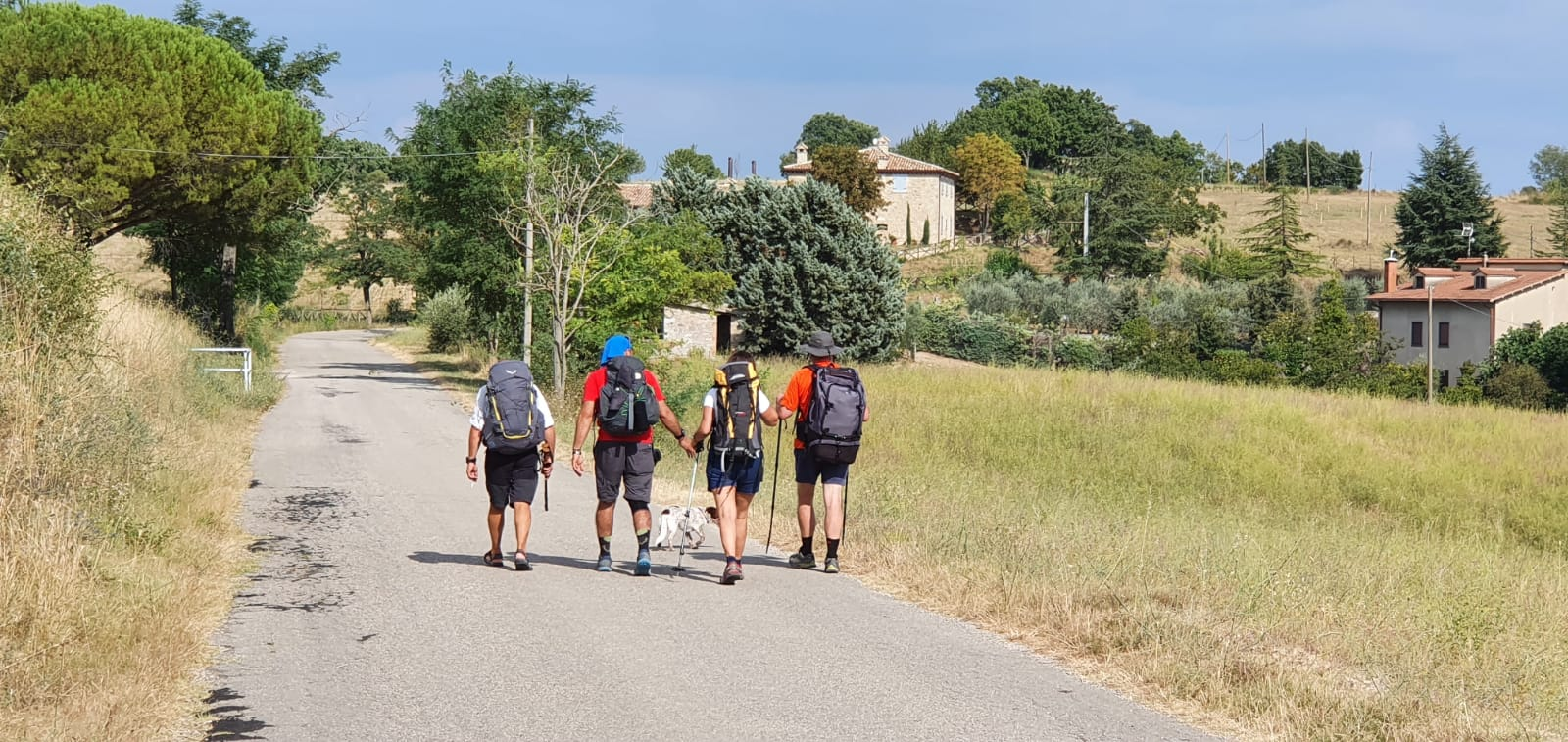
Pellegrini lungo la via
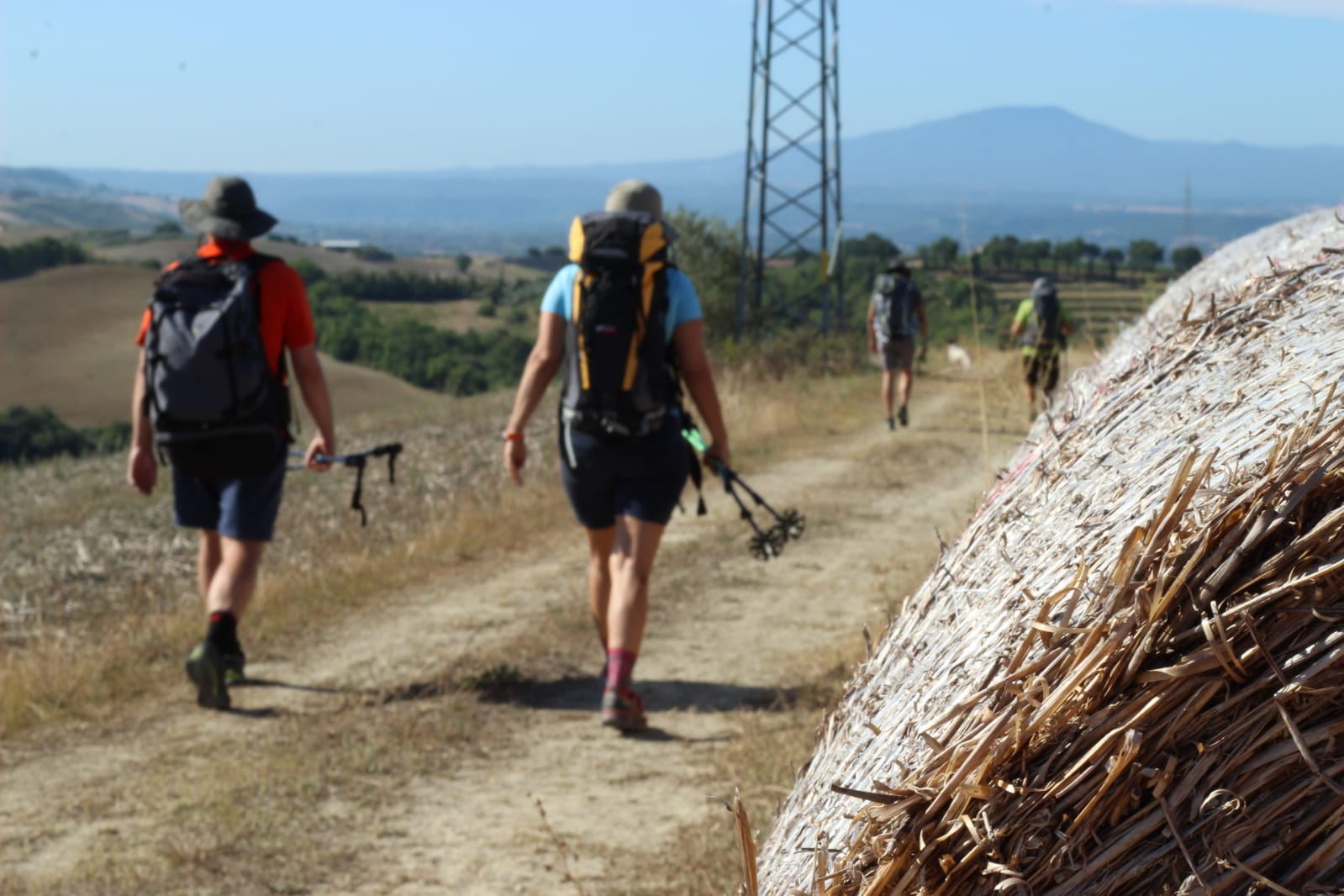
Tra Baschi e Montecchio
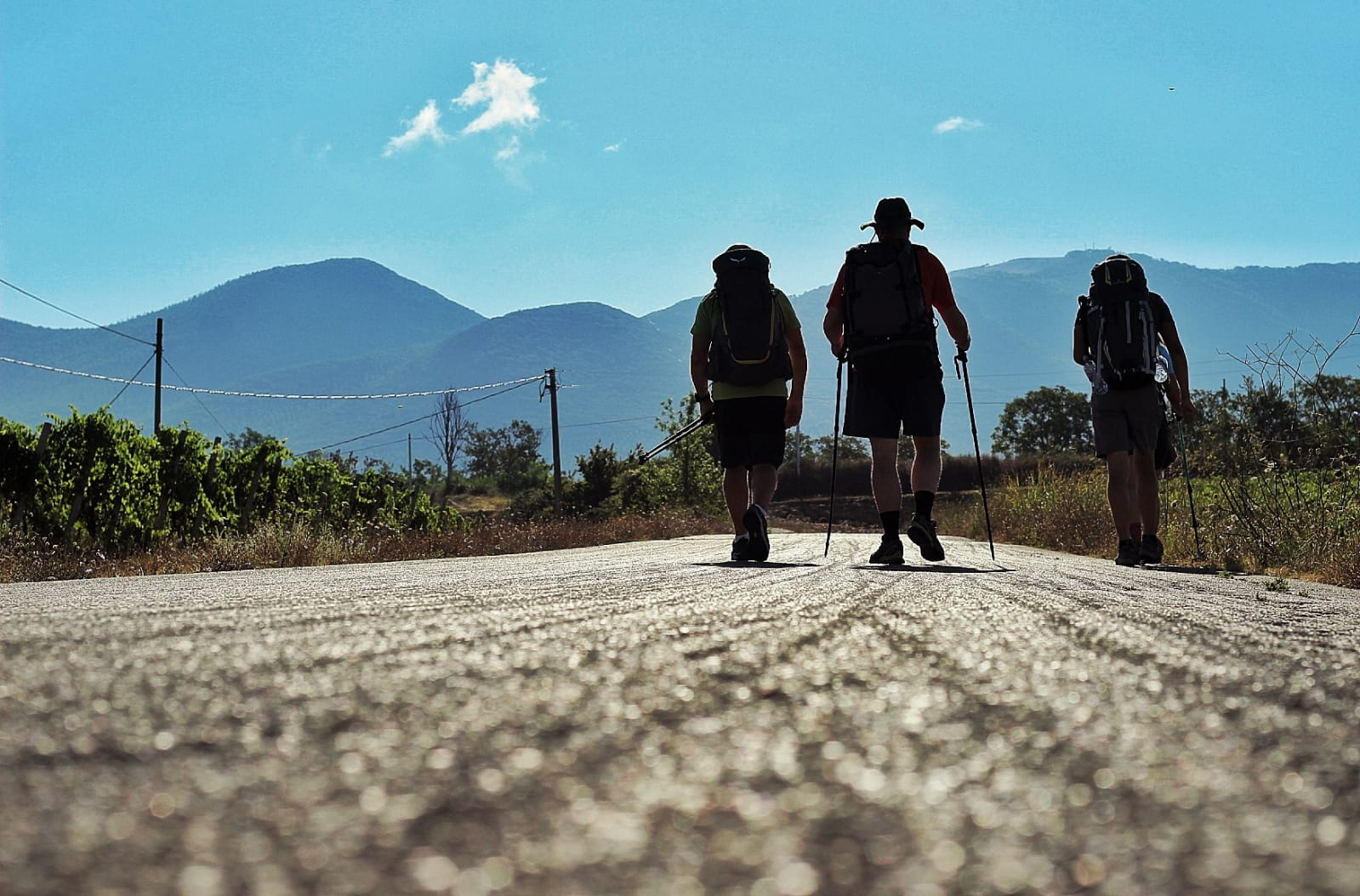
Tra Baschi e Montecchio
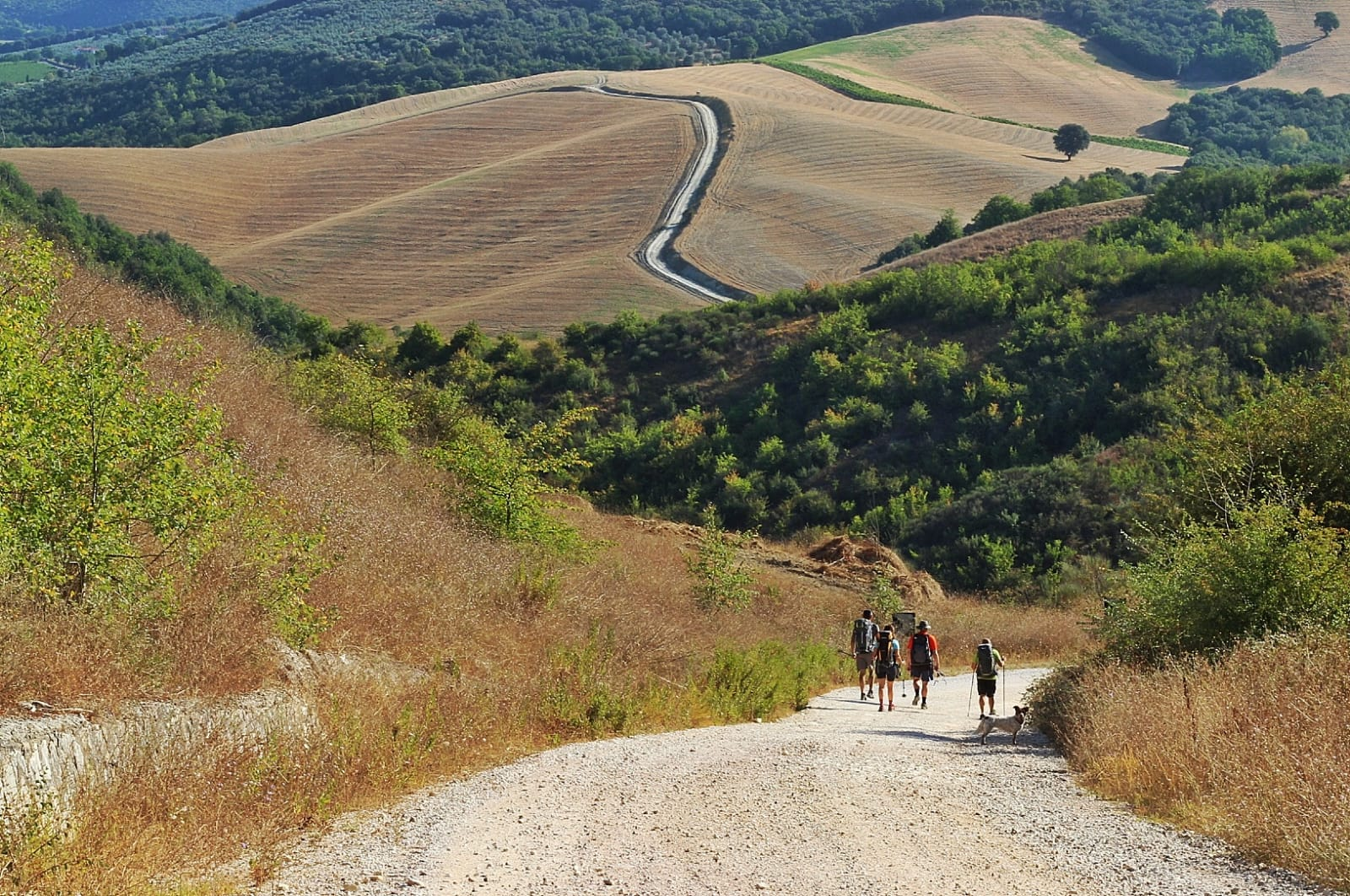
Tra Baschi e Montecchio
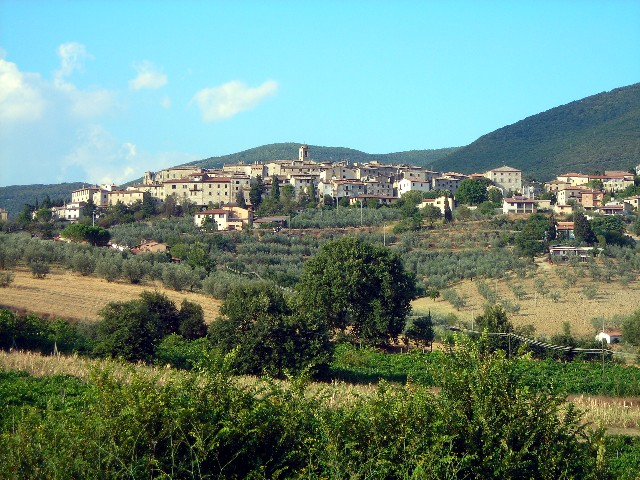
Panorama di Montecchio
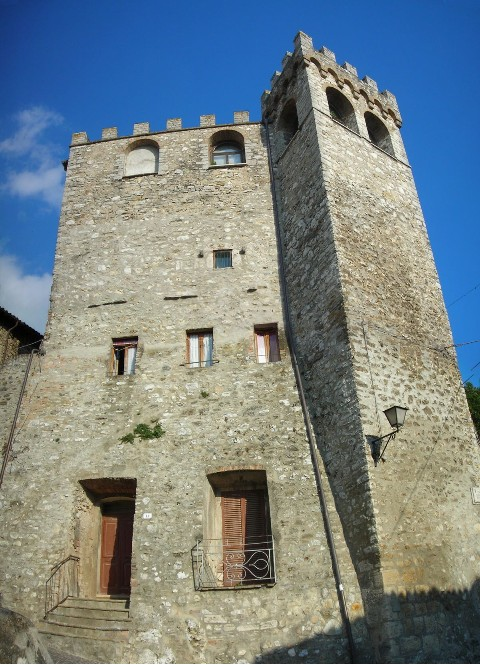
La torre di Montecchio